# 譬喻師
譬喻師，又稱譬喻者，譬喻尊者或譬喻部師，佛教術語，最早出現於《大毘婆沙論》中，用來稱呼說一切有部中的某些成員。這些成員的身份不太明確，現代學者認為可能是指說轉部，或是出身健陀羅地區的持經譬喻師。但是佛教學者也同意，譬喻師並不是一個有嚴密組織與傳承的單一團體，他們最大的共通點，是他們主張的教義，不被《大毘婆沙論》的編者所認同。譬喻師的許多主張後來被經量部繼承，他們被稱為經部師。

## 概論
譬喻師這個名稱，首次在《大毘婆沙論》中出現，它被引用的次數僅次於世友、妙音、大德法救、覺天、脅尊者等人，被視為是一個重要的論敵，討論的次數遠多於其他部派，如分別說部、大眾部等。在譬喻師之外，玄奘譯《大毘婆沙論》兩次提到經部師，北涼譯《阿毘曇毘婆沙論》稱為誦持修多羅者。據印順研究，這是玄奘譯《大毘婆沙論》版本的時代特色。
在《俱舍論》中，也提到譬喻師這個名詞，但《俱舍論》中主要是以經部師來稱呼他們。《順正理論》中，提到譬喻師、上座、經主三者，作為論敵。這三者的立論，相當於是《大毘婆沙論》中提到的譬喻師，或是《俱舍論》中的經部師。主要的差別在於，在《順正理論》中，譬喻師通常是指較古代的論師，而上座、經主，在語氣上，似乎是指與眾賢同時代的某些論師，在《成唯識論述記》中，記載順正理論所說的上座，即是室利邏多。

## 歸屬爭議
譬喻師從未被列為單獨的部派，其身份自古以來有許多爭議。繼承了譬喻師傳統的說轉部和經量部之間的關係也自古就有多種說法。現代學者如印順，將其分為說一切有部譬喻師和經部譬喻師兩大類。
在大乘佛教所形成的傳統上，譬喻師通常被認為就是指經量部，如《成唯識論述記》中，認為譬喻師是經量部的異師，又稱日出論者。並將譬喻師分為三者。藏傳佛教中，也將譬喻師與經量部劃上等號。

## 現代考證
根據日本學者加藤純章的研究，在《大毘婆沙論》與《順正理論》中，提到譬喻師，多是負面的態度，毘婆沙論師認為他們的觀點應該予以駁斥，用譬喻師這個名稱來貶低他們，甚至認為他們是屬於分別說部，非說一切有部正宗。但相同的主張，在《俱舍論》中，就稱他們為經部師，世親也傾向於支持他們的論點。這代表了，譬喻師與經部師的稱呼，在說一切有部論師中，只是用來表達正面或負面的態度，而不是用來指稱某一個特定的群體。被《大毘婆沙論》論師批判的譬喻師，他們提出的主張，並不是完全一致的，這代表在當時的譬喻師，尚未形成一致的教義，不是來自同一個傳承，也不是一個緊密的宗派。毘婆沙宗論師將《發智論》等同於釋迦牟尼所說，而他們的註解最為正確；但譬喻師最大的共同點，就是不承認《大毘婆沙論》的論點是完全正確的，對毗婆沙宗的論點多加批評。
本庄良文認為，《大毘婆沙論》在批判他宗學說時，都會明確說出其所屬部派，唯獨在批評譬喻師時，不曾說明他們的背景，這代表了譬喻師與毗婆沙論師同屬於說一切有部。譬喻師不以《發智論》與《大毘婆沙論》為量，也就是認為它們非正理，非佛陀所說，因此，譬喻師在一開始就不承認《大毘婆沙論》的權威，這成為他們最大的特徵。
據周柔含研究，在《大毘婆沙論》中，提到最多的異議者，是譬喻師，共提到90次，其次則是分別論者，共53次；以「止他宗」而提出的批判對象中，次數最多的是譬喻者，共48次，其次則是分別論者，共23次。譬喻師中，最富勝名的大德法救，其見解雖被納入書中，但又被列為參考異說。顯示《大毘婆沙論》的編著者，表面上尊敬譬喻師，但實際上則完全反對譬喻師的論點，甚至將他們與分別說論同列，稱為譬喻者分別論師。《大毘婆沙論》的編著，主要的目的就在於宣揚迦濕彌羅僧團認定的《發智論》教義，企圖壓制譬喻師的論點。

## 宗義主張
現代學者研究認為，《成實論》的理論基本符合《大毘婆沙論》所稱的譬喻師的觀點。